# Литва на зимових Олімпійських іграх 1992
Литва на зимових Олімпійських іграх 1992, які проходили з 8 по 23 лютого в Альбервілі (Франція), була представлена 9 спортсменами в 3 видах спорту.

## Учасники
| Спорт           | Чоловіки | Жінки | Всього |
| --------------- | -------- | ----- | ------ |
| Біатлон         | 1        | 1     | 2      |
| Лижні перегони  | 1        | 1     | 2      |
| Фігурне катання | 1        | 1     | 2      |
| Всього          | 2        | 2     | 6      |

## Біатлон
Спортсменів — 2
Чоловіки
| Спортсмени        | Змагання            | Час       | Промахи     | Відставання | Місце |
| ----------------- | ------------------- | --------- | ----------- | ----------- | ----- |
| Гінтарас Ясінскас | спринт              | 29:44.3   | 2 (0+2)     | +3:42.0     | 64    |
| Гінтарас Ясінскас | індивідуальна гонка | 1:00:17.8 | 1 (0+0+0+1) | +2:43.4     | 19    |

Жінки
| Спортсмени        | Змагання            | Час     | Промахи     | Відставання | Місце |
| ----------------- | ------------------- | ------- | ----------- | ----------- | ----- |
| Казімера Строліне | спринт              | 27:16.7 | 4 (3+1)     | +2:47.5     | 27    |
| Казімера Строліне | індивідуальна гонка | 57:20.0 | 6 (3+1+1+1) | +5:32.8     | 28    |